# SG Letter 05
Die SG Letter 05 (offiziell: Sportgemeinschaft Letter von 1905 e.V.) ist ein Sportverein aus dem Stadtteil Letter der Stadt Seelze in der Region Hannover in Niedersachsen. Der Verein besitzt unter anderem Sparten für Fußball, Handball, Schwimmen, Tischtennis und Volleyball.

## Vereinsgeschichte
1905 wurde in Letter der Fußballverein Viktoria Letter gegründet. Nachdem im Verein auch Leichtathletik betrieben worden war, erfolgte 1922 die Umbenennung in Sportverein Letter von 1905. Nach dem Zweiten Weltkrieg wurde der Verein als Volkssportgemeinschaft Letter von 1905 e.V. neugegründet (seit 1965 Sportgemeinschaft).

## Fußballabteilung
Zur Spielzeit 1948/49 stieg der Verein in die damals höchste niedersächsische Amateurklasse, die Landesliga Niedersachsen auf. Die SG Letter erreichte den elften Rang, der nicht für die Qualifikation zur 1949 neugebildeten Amateuroberliga Niedersachsen ausreichte. Seitdem spielt der Verein in den unteren Spielklassen des Niedersächsischen Fußballverbandes; lediglich von 1954 bis 1958 gehörte die SG Letter der zweithöchsten Amateurliga in Niedersachsen an.
In den 2000er Jahren pendelte die SG Letter zwischen Kreisliga und Bezirksklasse. Von 2013 bis 2019 etablierte sich der Verein in der Bezirksklasse, bevor zur Saison 2019/20 wieder der Abstieg in die Kreisliga Hannover erfolgte.

## Persönlichkeiten
Die Bundesligaspieler Werner Olk und Jürgen Milewski spielten als Jugendliche bei der SG Letter.